# Jeff Reine-Adélaïde
Jeff Reine-Adélaïde (Champigny-sur-Marne, 17 januari 1998) is een Frans voetballer die doorgaans als vleugelspeler speelt. Hij verruilde Angers SCO in augustus 2019 voor Olympique Lyon. De Frans man speelt nu bij Heracles Almelo en heeft een contract van 2 jaar getekend tot 2027.

## Clubcarrière
Reine-Adélaïde speelde in de jeugd bij US Torcy en RC Lens. In 2015 maakte hij de overstap naar Arsenal. Op 9 januari 2016 debuteerde de vleugelspeler in de FA Cup tegen Sunderland. Na 81 minuten viel hij in voor Joel Campbell, die het openingsdoelpunt van Jeremain Lens ongedaan maakte. Enkele minuten voor de invalbeurt van Reine-Adélaïde brachten Aaron Ramsey en Olivier Giroud de stand op 3–1 in het voordeel van Arsenal. Buiten enkele optredens in de beker, kon Reine-Adélaïde geen indruk maken bij Arsenal, waarop hij in 2018 verhuurd werd aan het Franse Angers SCO. Na de verhuurperiode nam de club hem definitief over. Bij Angers presteerde Reine-Adélaïde beter en na een seizoen werd hij in augustus 2019 gecontracteerd door Olympique Lyonnais. In 2020 werd hij verhuurd aan OGC Nice.

## Interlandcarrière
Reine-Adélaïde werd in mei 2015 Europees kampioen met Frankrijk –17. Tijdens de eerste groepswedstrijd tegen Schotland zat hij nog op de bank, daarna speelde hij mee in alle wedstrijden. Later dat jaar nam hij ook deel aan het WK onder 17 in Chili. Daar kwam Reine-Adélaïde in actie in alle drie de groepswedstrijden, alsook in de achtstefinalewedstrijd tegen Costa Rica, waarin Frankrijk na strafschoppen aan het kortste eind trok.
In juni 2019 nam hij met de Franse beloften deel aan het EK voor beloften in Italië en San Marino. Reine-Adélaïde kwam in actie in alle drie de groepswedstrijden, in de zeges tegen Engeland en Kroatië was hij telkens goed voor een assist. In de halvefinalewedstrijd tegen Spanje dwong hij een strafschop af, die Jean-Philippe Mateta vervolgens succesvol omzette. Spanje scoorde daarna wel nog viermaal, waardoor de Fransen een finaleplaats aan hun neus zagen voorbijgaan.